# Johann Thomas Wancura
Johann Thomas Wančura (* 6. Februar 1869 in Wittingau, Königreich Böhmen, Österreich-Ungarn; † 23. Juni 1939 in Wien) war ein österreichischer Bankmanager und Politiker.

Aufnahme von Georg Fayer (1934)

## Leben

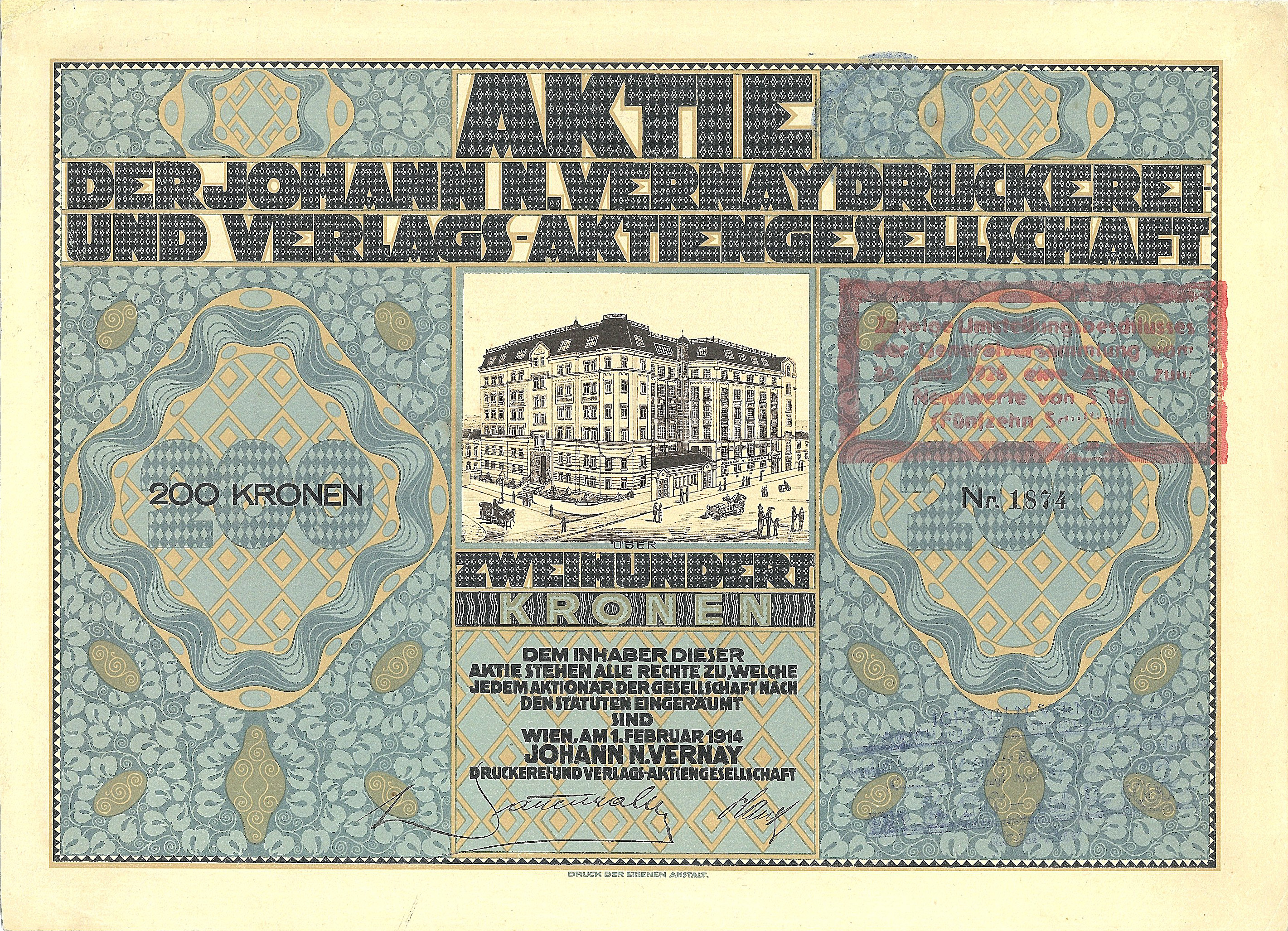
Gründungsaktie der Johann N. Vernay Druckerei- und Verlags-AG über 200 Kronen, ausgestellt am 1. Februar 1914 in Wien, mit Unterschrift von Johann Thomas Wancura als Verwaltungsratspräsident

Johann Thomas Wančura absolvierte nach dem Besuch der Volks- und Bürgerschule eine Handelsschule. 1884 begann er als Praktikant in der Bank seines Schwagers Karl Schelhammer zu arbeiten, in der er rasch Karriere machte und Prokurist wurde. 1902 stieg er zusammen mit Wilhelm Simon zum Gesellschafter auf, und übernahm im Jahr 1909 als Alleineigentümer das in Wien ansässige Bankhaus Schelhammer & Schattera. 1910 erfolgte seine Ernennung zum Kaiserlichen Rat, dem im Jahr 1918 die Ernennung zum Kommerzialrat folgte.
Im November 1924 wurde Wančura für die Christlichsoziale Partei (CSP) als Nachfolger von Ernst Wense erstmals in den Nationalrat gewählt, dem er zunächst bis Mai 1927 angehörte. Am 2. August 1932 übernahm er erneut für die CSP einen Sitz im Parlament, und zwar in Nachfolge des verstorbenen Ignaz Seipel. Er saß bis Mai 1934 im Nationalrat. Im Ständestaat wurde er dann Rat der Stadt Wien.
Neben seinem politischen Wirken war Wančura auch im Wirtschaftsleben Österreichs und Wiens aktiv, so dass er im Jahr 1935 zum Präsidenten der Wiener Börsenkammer und zum Vizepräsidenten des Österreichischen Bankenverbandes gewählt wurde. Da er sich auch um die römisch-katholische Kirche in Österreich bemühte, wurde er zum Päpstlichen Ehrenkämmerer ernannt.